# Tammann Peaks
Tammann Peaks är en bergstopp i Antarktis. Den ligger i Västantarktis. Argentina, Chile och Storbritannien gör anspråk på området. Toppen på Tammann Peaks är 1 033 meter över havet, eller 43 meter över den omgivande terrängen. Bredden vid basen är 2,3 km.
Terrängen runt Tammann Peaks är huvudsakligen kuperad, men västerut är den bergig. Trakten är obefolkad. Det finns inga samhällen i närheten.